# Тоннель под Беринговым проливом

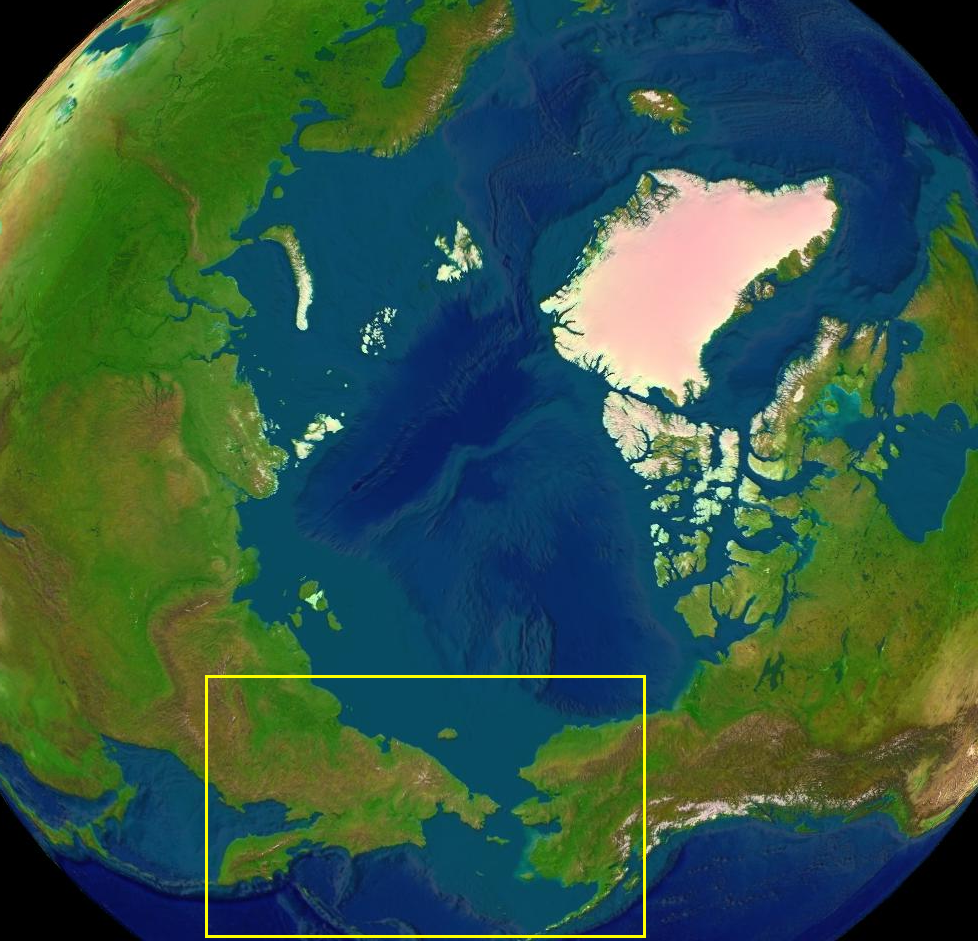
Слева — Старый Свет, справа — Новый

Тонне́ль под Бе́ринговым проли́вом (англ. Bering Strait tunnel) — проект соединения Евразии и Северной Америки (Чукотки и Аляски) подводным железнодорожным тоннелем протяжённостью 86 км под Беринговым проливом.

## История проекта

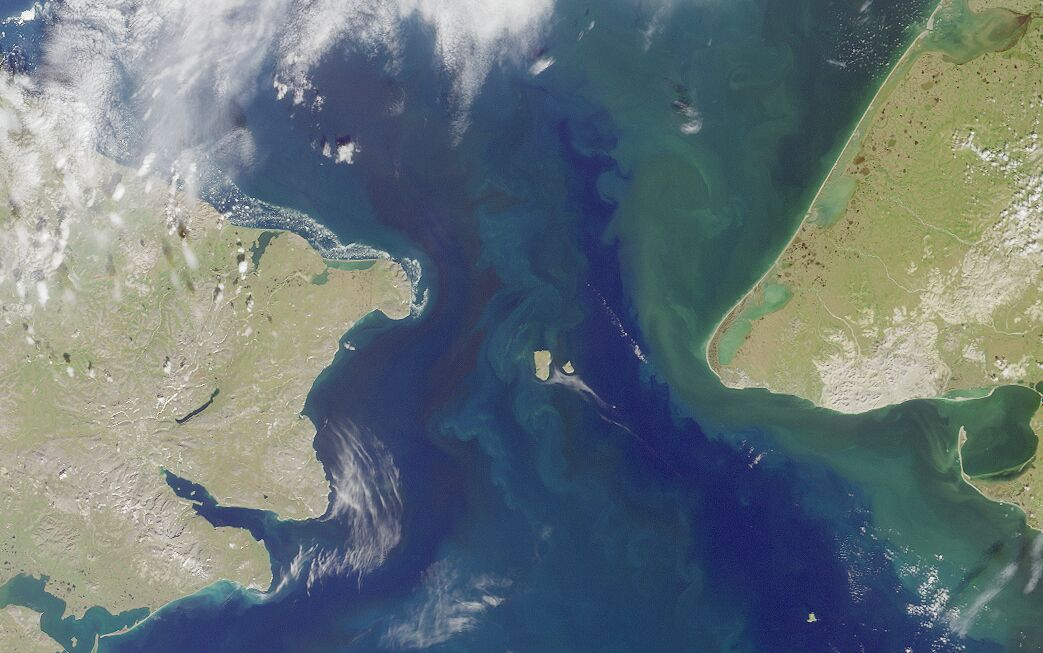
Берингов пролив — фотография со спутника

### 1890 год
Губернатор штата Колорадо (США) Уильям Гилпин впервые высказывает идею соединить Северную Америку и Евразию железнодорожной паромной связью. Идея поддержана руководителем Союза тихоокеанских дорог США и входит в план американского железнодорожного магната Эдварда Гарримана, который собирался расширить проект и включить в него строительство железной дороги в Восточной Сибири. С этой целью даже создаётся акционерное общество «Транс Аляска—Сибирь». После отказа российского правительства отвести для строительства железной дороги участки земли общество обанкротилось.

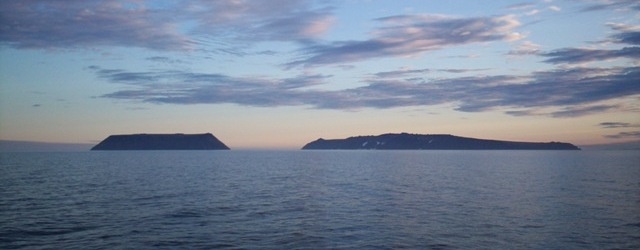
Вид с севера:
слева — остров Крузенштерна (США)
справа — остров Ратманова (Россия), население — менее полутысячи человек (безвизовый режим)

### Начало XX века
1900 год (1902) — Лоик де Лобель обращается к Техническому Императорскому Обществу России с идеей проекта и предложением произвести разведку трассы от Якутска до Берингова пролива и далее до Аляски. Лоик действует от имени созданного во Франции международного синдиката. В 1903 году Лоик снова предлагает свой проект царскому правительству, но уже от имени американского синдиката. Проект предусматривал передачу американской стороне в полную собственность территории вдоль железной дороги шириной 16 миль (25,7 км) на 90 лет (то есть по 12,8 км по обе стороны от железнодорожного полотна). В 1902—1904 гг. правительство Российской Империи не может вынести никакого решения по этому проекту: мнения разделились. В декабре 1905 г. особое совещание Совета Министров во главе с Витте даёт добро на проект, после чего проект отправляют на согласование в других ведомствах. В итоге 20 марта 1907 г. Совет Министров постановил отклонить проект.
Бернхард Келлерман в романе «Туннель» (1913) упоминает строительство через Берингов пролив как «начатое три года назад».

### 1918 год
После прихода к власти большевиков, в апреле на заседании ВЦИК В. И. Ленин поставил подпись на решении о строительстве железных дорог в восточных и северных частях РСФСР, в том числе в направлении к Берингову проливу, с целью ускоренного освоения природных ресурсов.

### 1943—1953 годы
Реализуется проект строительства железнодорожной магистрали от Воркуты до Анадыря (Трансполярная магистраль). Большинство участков находятся за тысячи километров от Берингова пролива и в настоящее время заброшены.

### 1960-е годы
Американские инженеры высказывают предложение об объединении энергосистем СССР и США через тоннель. Реализация мультитранспортного коридора ICL — World Link, включающего ЛЭП, создаёт предпосылки создания «энергетического моста» СССР — Америка. Экспертные оценки предрекают экономию в 20 миллиардов долларов ежегодно.

### 1980-е годы
В 1981 году корейский общественный деятель Мун Сон Мён предложил вернуться к идее создания тоннеля в качестве миротворческой инициативы.

### 1990-е годы
Проект обсуждается на крупных международных конференциях в Вашингтоне, Москве, Анкоридже, Новосибирске, Фэрбанксе, а также на конференции в ООН по глобальным проектам в Барселоне, конференции по морским тоннелям в Норвегии, конференции по проблемам Арктики в Финляндии, по проблемам арктических побережий в Магадане, по менеджменту крупных проектов в Норвегии, на встрече управленческого и инженерного персонала железных дорог НАФТА в Монреале.

#### 1991 год
В Вашингтоне (США) зарегистрирована Международная некоммерческая корпорация «Interhemispheric Bering Strait Tunnel and Railroad Group» (IBSTRG), российское название — «Трансконтиненталь». Учредителями корпорации с американской стороны выступили штат Аляска, Американская ассоциация железных дорог, Ассоциация малых народов, владеющая землёй в районе Берингова пролива, крупные железнодорожные, строительные и консалтинговые компании, фирмы, специализирующиеся в области добычи и переработки сырья. В России зарегистрировано российское отделение Корпорации IBSTRG и создан Координационный научно-технический совет.

#### 1996 год
- Правительство США выделило бюджет размером 10 миллионов долларов на исследования по проекту ICL — World Link.
- В Анкоридже (США, штат Аляска) прошло совещание рабочей группы по сотрудничеству «Российский Дальний Восток — Западное побережье США» в рамках межправительственной комиссии Гор — Черномырдин. По итогам работы группы России и США рекомендовано поддержать программу исследований по проекту как «имеющему большой потенциал…».
- Проект включён в состав приоритетных программ Комитета по сотрудничеству Стран Азиатско-Тихоокеанского Региона (АТР).
- Штат Аляска принял специальное постановление о резервировании земель под трассу будущей дороги.

### 2005 год
При поддержке газеты Вашингтон Таймс в рамках турне Мун Сон Мён посетил 100 стран мира с публичным выступлением в поддержку создания тоннеля через Берингов пролив.

### 2007 год
март
В рамках реализации федеральной целевой программы «Развитие Дальнего Востока и Забайкалья» премьер-министр Михаил Фрадков одобрил решение о строительстве дороги Беркакит — Томмот — Якутск (Амуро-Якутская железнодорожная магистраль) до Магадана (Колымский тракт), являющейся важным элементом проекта «ICL — World Link» на территории России.
10 апреля
Президент РФ Владимир Путин рассмотрел и одобрил стратегию развития железнодорожного транспорта России на период до 2030 года, предусматривающую строительство трансконтинентальной железнодорожной магистрали Правая Лена — Зырянка — Уэлен протяжённостью свыше 3,5 тысячи километров с выходом к Берингову проливу. Эта магистраль — ключевой элемент проекта ICL — World Link на территории России.
24 апреля
В Москве состоялась Международная конференция «Трансконтинентальная магистраль Евразия — Америка через Берингов пролив». В работе форума приняли участие ряд чиновников министерств и ведомств РФ, руководители субъектов РФ, представители бизнеса и экспертных сообществ из России и 12 зарубежных стран. Участники конференции приняли обращение к главам правительств России, США, Канады и других стран с предложением подписать совместное межгосударственное соглашение об изучении и реализации проекта ICL — World Link и проект Меморандума «О взаимодействии государств G8 в сфере строительства трансконтинентальной магистрали Евразия — Америка с тоннелем через Берингов пролив ICL — World Link».
28 мая
Министр транспорта России Игорь Левитин заявил, что бюджетные средства на строительство тоннеля под Беринговым проливом тратиться не будут. По его словам, «тоннель может быть профинансирован частными компаниями, если они сочтут его выгодным».

### 2008 год
Тема тоннеля регулярно поднималась на международных конференциях в контексте возможности установления мирных связей между США и Российской Федерацией помимо экономической выгоды от проекта. Ожидались переговоры Джорджа Буша и Владимира Путина о сотрудничестве в создании тоннеля.

### 2010-е
В течение мая 2010 года несколько раз прерывалось авиасообщение над Северной Атлантикой и Северной Европой, вызванное извержением вулкана Эйяфьядлайёкюдль в Исландии. В связи с мировым «авиаколлапсом» выросло стратегическое значение железнодорожного транспорта как бесперебойного вида пассажирских и грузовых перевозок. Вопрос о строительстве транспортного коридора Евразия—Америка, являющегося недостающим звеном в мировой глобальной транспортной системе, имеет шансы вновь стать актуальным.
18 августа 2011 года на Международной конференции «Трансконтинентальная магистраль Евразия — Америка» делегации России, США, Китая, Кореи, Финляндии и Швеции обсудили экономические, геополитические, социальные и технические аспекты проблемы реализации проекта. Модератор конференции Виктор Разбегин отметил, что нынешний вариант проекта предусматривает создание полимагистрали, объединяющей в едином коридоре скоростную электрифицированную железную дорогу, автодорогу, линию электропередачи и линии связи. Стоимость проекта оценивается в 30—35 млрд долларов, окупаемые в течение 13—15 лет. Конференция вновь привлекла внимание экспертов к перспективам строительства тоннеля, что послужило появлению статей с обоснованиями перспективности проекта.
17-19 августа 2011 года в г. Якутске состоялась международная конференция «Комплексное развитие инфраструктуры Северо-Востока России». работе конференции приняли участие представители Совета Федерации Российской Федерации, Государственной Думы Федерального Собрания Российской Федерации, Минэкономразвития России, Минрегиона России, Минэнерго России, Минтранса России, Минобрнауки России, Ростуризма, Росжелдора, Росавтодора, ФСТ России, Торгово-промышленной палаты Российской Федерации, исполнительной и законодательной власти восемнадцати регионов России, представители США, Германии, Великобритании, Индии, Израиля, Китая, Южной Кореи, Польши, Чехии, Финляндии, Японии, Швеции, международных организаций, ведущие ученые России и зарубежных стран, руководители российских и международных компаний в области промышленности, энергетики и транспорта, представители бизнеса.
14 марта 2012 года глава РЖД Владимир Якунин рассказал о перспективах продолжения железной дороги на Камчатку и дальше через тоннель для соединения с североамериканскими дорогами.

### 2020-е
В 2020 году эксперты Виктор Разбегин и Луи Черни предложили не откладывать обсуждение проекта несмотря на политическую напряжённость между Россией и США. Многими экспертами отмечался интерес КНР к созданию тоннеля.
В 2022 году вышел документальный фильм режиссёра Рика Минниха (англ. Rick Minnich) «The Strait Guys» (Германия-Финляндия-Канада) об основных событиях истории и действующих лицах проекта.
Когда президент США Дональд Трамп высказал одобрение новому железнодорожному проекту на 22 миллиарда долларов и протяжённостью 2400 км между Соединёнными Штатами Америки и Канадой, это дало надежду на возобновление переговоров о создании тоннеля через Берингов пролив. Специалисты обсуждают возможность его строительства к 2040-му году. Среди сложностей проекта выделяются как технические (различие ширины колеи, неблагоприятные климатические условия), так и политические. Указывается на то, что проект стал бы «Мостом мира» между США и Россией.

## Проект плотины поперёк Берингова пролива
В XX веке высказывались предложения перегородить Берингов пролив плотиной, по которой пойдут железнодорожные поезда и автотранспорт. Предполагалось, что созданная плотина перекроет поступление из Ледовитого океана холодных вод с плавающими айсбергами в Тихий океан, что, по мнению некоторых исследователей, должно было привести к благоприятному для развития экономики климату, а также потеплению на Дальнем Востоке и Аляске. В то же время это представляет экологическую опасность.
Первый подобный известный проект появился в 1910 году и принадлежит некоему Н. Лабардину, который предложил его П. А. Столыпину. Последний направил проект на рассмотрение признанным авторитетам в области гидрографии Ю. М. Шокальскому, Н. В. Морозову и Г. Я. Седову, которые единодушно дали резко отрицательное заключение.